# Брагин, Георгий Михайлович
Георгий Михайлович Брагин (16 января 1900 года — 24 февраля 1955 года) — советский военачальник, генерал-майор войск связи (02.01.1942).

## Биография
Родился 16 января 1900 года в селе Кыновский завод (ныне — посёлок Кын входит в Лысьвенский городской округ Пермского края). Русский.
В РККА с 30 мая 1918 года, участник Гражданской войны, воевал на Южном и Восточном фронтах.
После войны продолжил службу в РККА.
Член ВКП(б) с 1922 года.
В 1925-31 годах участвовал в борьбе с басмачеством.
В 1937 году начальник связи 5-го кавалерийского корпуса (Псков).
В 1940-41 годах полковник Брагин — начальник войск связи Среднеазиатского Военного Округа.
В Великой Отечественной войне на Карельском фронте с декабря 1941 года.
2 января 1942 года Брагину присвоено воинское звание генерал-майор войск связи.
5 января 1942 года генерал-майор Брагин вступил в командование 1-й лыжной бригадой (в составе 8-ми батальонов) Медвежьегорской оперативной группы под руководством генерала С. Г. Трофименко. В ночь на 6 января бригада под командованием Брагина выдвинулась по льду Повенецкого залива для выхода в тыл противника, обеспечивая общее наступление на Медвежьегорск. В завязавшемся бою за укрепленный район мыс Гажий Наволок бойцы бригады с минимальными потерями захватили вражеский укрепрайон, уничтожив при этом до батальона противника и захватив трофеи. Генерал Брагин лично находился в боевых порядках бригады, своим присутствием вдохновлял бойцов на выполнение поставленных задач. В этой боевой операции Брагин был серьезно ранен в шею, но не покинул поле боя, пока все подразделения бригады не достигли берега. За проявленный личный героизм и умелое проведение боевой операции Брагин был награждён орденом Красного Знамени.
С 3 марта 1942 года — начальник штаба 32-й армии. До конца мая 1944 года армия обороняла рубежи на медвежьегорском и массельском направлениях.
С 23 июля 1944 года и до конца войны — начальник штаба 27-й армии 2-го Украинского фронта. Армия участвовала в Дебреценской (6-28 октября) наступательной операции. В Будапештской стратегической операции (29 октября 1944 г. — 13 февраля 1945 г.) войска армии разгромили противостоявшие войска противника, форсировали реку Тиса и сорвали переброску вражеских войск в район Будапешта. 21 февраля 1945 г. армия была передана 3-му Украинскому фронту, в составе которого в марте участвовала в Балатонской оборонительной операции (6-15 марта). В марте — апреле в ходе Венской операции (16 марта— 15 апреля) во взаимодействии с 4-й гвардейской и 26-й армиями нанесла поражение 6-й танковой армии СС противника и к 10 мая вышла к реке Мур на участке Брук — Грац, где и закончила свой боевой путь.
После войны преподавал в Высшей военной академии имени К. Е. Ворошилова.. В феврале 1950 года вышел в отставку.
Умер 24 февраля 1955 года от последствий ранения. Похоронен на Ваганьковском кладбище.

## Награды

### СССР
- орден Ленина (21.02.1945)
- три ордена Красного Знамени (22.02.1943, 03.11.1944, 20.06.1949)
- орден Кутузова I степени[4] (13.09.1944)
- орден Богдана Хмельницкого I степени[5] (28.04.1945)
  - Медали в.т.ч.:
  - «XX лет Рабоче-Крестьянской Красной Армии» (1938)
  - «За оборону Советского Заполярья»
  - «За Победу над Германией в Великой Отечественной войне 1941—1945 гг.»
  - «За взятие Будапешта»
  - «За взятие Вены»

Приказы (благодарности) Верховного Главнокомандующего в которых отмечен Брагин Г. М.
- За овладение штурмом крупным узлом коммуникаций и мощным опорным пунктом обороны противники городом Мишкольц — важнейшим центром военного производства Венгрии, снабжающим немецкие и венгерские армии. 3 декабря 1944 года № 216.
- За овладение на территории Чехословакии городами Рожнява и Йелшава — важными опорными пунктами обороны противника. 24 января 1945 года. № 249.
- За овладение городами Надьбайом, Бегене, Марцали и Надьятад — сильными опорными пунктами обороны немцев, прикрывающими нефтяной район Надьканижа. 30 марта 1945 года. № 320.
- За овладение городами Вашвар, Керменд, Сентготтард — важными опорными пунктами обороны немцев на реке Раба и, южнее озера Балатон. 31 марта 1945 года. № 322.